# Jason Donovan-diszkográfia
Ez a szócikk az ausztrál Jason Donovan diszkográfiája, mely 6 stúdióalbumot, 2 válogatásalbumot, valamint 20 kislemezt tartalmaz.

## Diszkográfia

### Stúdióalbumok
| Év   | Album megjelenés                                            | Legmagasabb helyezés | Legmagasabb helyezés | Legmagasabb helyezés | Legmagasabb helyezés | Legmagasabb helyezés | Eladási minősítések             |
| Év   | Album megjelenés                                            | UK                   | AUS                  | FIN                  | GER                  | NZ                   | Eladási minősítések             |
| ---- | ----------------------------------------------------------- | -------------------- | -------------------- | -------------------- | -------------------- | -------------------- | ------------------------------- |
| 1989 | Ten Good Reasons                                            | 1                    | 5                    | 3                    | 3                    | 4                    | - UK: 5× Platina - FIN: Platina |
| 1990 | Between the Lines                                           | 2                    | 77                   | 16                   | 52                   | 44                   | - UK: Platina                   |
| 1991 | Joseph and the Amazing Technicolor Dreamcoat (szereplőként) | 1                    | —                    | —                    | —                    | —                    |                                 |
| 1991 | Greatest Hits                                               | 9                    | —                    | —                    | —                    | —                    |                                 |
| 1993 | All Around the World                                        | 27                   | —                    | —                    | —                    | —                    |                                 |
| 1998 | The Rocky Horror Show (szereplőként)                        | —                    | —                    | —                    | —                    | —                    |                                 |
| 2006 | Greatest Hits                                               | 80                   | —                    | —                    | —                    | —                    |                                 |
| 2008 | Let It Be Me                                                | 28                   | —                    | —                    | —                    | —                    |                                 |
| 2010 | Soundtrack of the 80s                                       | 20                   | —                    | —                    | —                    | —                    |                                 |
| 2012 | Sign of Your Love                                           | 36                   | —                    | —                    | —                    | —                    |                                 |

### Kislemezek
| Év   | Kislemez                                       | UK  | GER | IRE | AUS | FIN |
| ---- | ---------------------------------------------- | --- | --- | --- | --- | --- |
| 1988 | "Nothing Can Divide Us"                        | 5   |     | 3   | 3   | 12  |
| 1988 | "Especially for You" (duet with Kylie Minogue) | 1   | 10  | 1   | 2   | 4   |
| 1989 | "Too Many Broken Hearts"                       | 1   | 16  | 1   | 7   | 3   |
| 1989 | "Sealed with a Kiss"                           | 1   | 4   | 1   | 8   | 2   |
| 1989 | "Every Day (I Love You More)"                  | 2   | 19  | 1   | 43  | 9   |
| 1989 | "When You Come Back to Me"                     | 2   | 36  | 1   | 40  | 2   |
| 1990 | "Hang On to Your Love"                         | 8   | 51  | 3   |     |     |
| 1990 | "Another Night"                                | 18  | 52  | 6   |     | 14  |
| 1990 | "Rhythm of the Rain"                           | 9   | 38  | 6   | 44  |     |
| 1990 | "I'm Doing Fine"                               | 22  | 60  | 9   |     |     |
| 1991 | "R.S.V.P."                                     | 17  | 66  | 8   | 97  |     |
| 1991 | "Any Dream Will Do"                            | 1   | 55  | 1   | 92  |     |
| 1991 | "Happy Together"                               | 10  | 53  | 6   |     |     |
| 1991 | "Joseph Mega-Remix"                            | 13  |     |     |     |     |
| 1992 | "Mission Of Love"                              | 26  |     |     |     |     |
| 1992 | "As Time Goes By"                              | 26  |     |     |     |     |
| 1993 | "All Around the World"                         | 41  |     |     |     |     |
| 1993 | "Angel"                                        | –   |     |     |     |     |
| 2007 | "Share My World"                               | 118 |     |     |     |     |
| 2008 | "Dreamboats and Petticoats" / "Be My Baby"     | –   |     |     |     |     |

### Egyéb albumok és válogatások
- 1989 The Other Side of Jason Donovan (japán kiadás)
- 1991 Greatest Hits – #9 UK
- 1991 Joseph and the Amazing Technicolor Dreamcoat (musical soundtrack, with the 1991 London Revival Cast) – #1 UK
- 2000 The Very Best of Jason Donovan
- 2006 The Greatest Hits – #80 UK